# Anydrophila simiola
Anydrophila simiola là một loài bướm đêm trong họ Noctuidae.